# 塔利尼亚什
塔利尼亚什是葡萄牙布拉干萨区的一个堂区。总面积25.29平方公里，总人口244人，人口密度9.6人/平方公里。